# 绒花
《绒花》是一首由刘国富、田农作词，王酩作曲，李谷一演唱，发行于2002年1月1日的歌曲，收录于专辑《乡恋》。

## 概述
《绒花》最初是电影《小花》的插曲之一，创作于1979年。以委婉抒情的民歌风曲调，歌颂了影片中以小花为代表的农家少女的奉献精神。后来被宋祖英、谭晶、韩红、阿鲁阿卓、黑豹乐队等歌唱家多次翻唱。2012年，李谷一在北京国家会议中心举行从艺五十周年演唱会，以《绒花》作为开场曲。